# Nine Miedema
Nine Robijntje Miedema (* 1964) ist eine niederländische Professorin für Deutsche Philologie des Mittelalters an der Universität des Saarlandes.

## Werdegang
Miedema studierte Germanistik und Anglistik an der Universität Göttingen und wurde 1991 promoviert. Ihre Dissertation mit dem Titel Die Mirabilia Romae erschien 1996. Danach folgte zwischen 1994 und 2001 eine Anstellung als wissenschaftliche Assistentin in der Abteilung Literatur des Mittelalters im Institut für Deutsche Philologie der Universität Münster. 2002 habilitierte sie sich mit der Schrift Konrad von Würzburg als Sangspruchdichter. Von 2002 bis 2007 war Miedema als Hochschuldozentin in Münster tätig. Zwischen 2000 und 2007 arbeitete sie zudem zeitweilig als „Research Fellow“ am Institute of Germanic Studies in London, als Gastwissenschaftlerin am Max-Planck-Institut für Kunstgeschichte in Rom, am Nederlands Instituut in Rom sowie an der Radboud-Universität Nijmegen. 2008 wurde sie auf eine Professur der Universität Duisburg-Essen für Deutsche Sprache und Literatur des Mittelalters berufen. Seit 2011 hat Miedema den Lehrstuhl für Mediävistik und Ältere Deutsche Philologie der Fachrichtung Germanistik an der Universität des Saarlandes in Saarbrücken inne. Sie ist Mitglied der Kommission für Saarländische Landesgeschichte.

## Schriften
- Einführung in das ‘Nibelungenlied‘, Darmstadt 2011 (= Einführungen in die Germanistik).
- Rompilgerführer in Spätmittelalter und Früher Neuzeit. Die 'Indulgentiae ecclesiarum urbis Romae' (deutsch / niederländisch). Edition und Kommentar, Tübingen 2003 (= Frühe Neuzeit, 72).
- Die römischen Kirchen im Spätmittelalter nach den ‘Indulgentiae ecclesiarum urbis Romae‘, Tübingen 2001 (= Bibliothek des Deutschen Historischen Instituts in Rom, 97).
- Die ‘Indulgentiae ecclesiarum urbe Romae’. Zur Edition und Kommentierung eines heterogenen überlieferten Gebrauchstextes. In: Zeitschrift für deutsches Altertum und deutsche Literatur. Band 127, 1998, S. 381–409.
- Die 'Mirabilia Romae'. Untersuchungen zu ihrer Überlieferung mit Edition der deutschen und niederländischen Texte, Tübingen 1996 (= Münchener Texte und Untersuchungen zur deutschen Literatur des Mittelalters, 108) [Dissertation].